# Saulcy-sur-Meurthe
Saulcy-sur-Meurthe is een gemeente in het Franse departement Vosges in de regio Grand Est. De gemeente maakt deel uit van het arrondissement Saint-Dié-des-Vosges en sinds 22 maart 2015 van het kanton Saint-Dié-des-Vosges-2. Daarvoor viel Saulcy-sur-Meurthe onder het op die dag opgeheven kanton Saint-Dié-des-Vosges-Est.

## Geografie
De oppervlakte van Saulcy-sur-Meurthe bedraagt 16,4 km², de bevolkingsdichtheid is 128,2 inwoners per km².
De onderstaande kaart toont de ligging van Saulcy-sur-Meurthe met de belangrijkste infrastructuur en aangrenzende gemeenten.

## Demografie
Onderstaande figuur toont het verloop van het inwonertal (bron: INSEE-tellingen).

## Geboren
- René Fonck (1894-1953), luchtmachtpiloot en politicus